# Spathius variipes
Spathius variipes är en stekelart som beskrevs av Szepligeti 1905. Spathius variipes ingår i släktet Spathius och familjen bracksteklar. Inga underarter finns listade i Catalogue of Life.